# Sebastes oblongus
Sebastes oblongus är en fiskart som beskrevs av Günther, 1877. Sebastes oblongus ingår i släktet Sebastes och familjen kungsfiskar. Inga underarter finns listade i Catalogue of Life.